# Ладислав Юркемик
Ладислав Юркемик (чеськ. Ladislav Jurkemik, нар. 20 липня 1953, Яковче) — чехословацький футболіст, що грав на позиції захисника. По завершенні ігрової кар'єри — тренер.
Виступав, зокрема, за клуб «Інтер» (Братислава), а також національну збірну Чехословаччини.
Дворазовий володар Кубка Чехословаччини. У складі збірної — чемпіон Європи.

## Клубна кар'єра
Народився 20 липня 1953 року в місті Яковче. Вихованець юнацьких команд футбольних клубів «Яковце» та «Кабло» (Топольчани).
У дорослому футболі дебютував 1972 року виступами за команду клубу «Інтер» (Братислава). В сезоні 1973/74 роках дебютував за головну команду клубу, в якій провів вісім сезонів, взявши участь у 205 матчах чемпіонату. Більшість часу, проведеного у складі братиславського «Інтера», був основним гравцем захисту команди, при цьому як для захисника мав високу результативність. У сезоні 1978/79 років відзначився 6-м голами, а наступного сезону повторив це досягнення. Протягом цього часу «Інтер» не мав особливих упіхів у чемпіонаті та кубку Чехословаччини. Кольори «Інера» Ладислав захищав до 1984 року. В сезоні 1980/81 років виступав у складі іншого словацького клубу, «Дукли».
Влітку 1984 року Юркемик виїхав до Швейцарії та підписав контракт з клубом «Санкт-Галлен». У складі цього клубу, як і в «Інтері», був гравцем основного складу, але значних успіхів разом з командою не досяг. У «Санкт-Галлені» провів майже 5 сезонів та зіграв майже 130 матчів і відзначився 4-ма голами в швейцарській Суперлізі, найкращим досягненням у цій команді стало 4-те місце в клубі в сезоні 1984/85 років.
Завершив професійну ігрову кар'єру у клубі «Кур», за команду якого виступав протягом 1989—1992 років.

## Виступи за збірну
7 червня 1975 року дебютував у складі національної збірної Чехословаччини в матчі проти Австрії (0:0). Через рік був у складі національної збірної на Чемпіонаті Європи в Югославії, був на лаві запасних, але виходив на заміну в обох матчах турніру. У фіналі турніру проти ФРН на 80-ій хвилині замінив Яна Швенглика, а в серії післяматчевих пенальті реалізував свій удар, завдяки чому Чехословаччина стала переможцем Євро 1976.
В 1980 році Юркемик виступав на наступному чемпіонаті Європи в Італії. Був гравцем стартового складу, а в матчі за 3-тє місце проти Італії спочатку відзначився голом, а в серії піляматчевих пенальті реалізував свій удар та допоміг команді здобути бронзові нагороди турніру.
У 1982 році Ладислав єдиний раз протягом своєї кар'єри взяв участь у чемпіонаті світу. На футбольних полях Іспанії під час турніру з'являвся двічі — в нічийному (0:0) матчі проти Кувейту та в програному (0:2) поєдинку проти Англії. Міжнародну кар'єру завершив у 1983 році, виступами в кваліфікації до Євро 1984. Протягом кар'єри у національній команді, яка тривала 9 років, провів у формі головної команди країни 57 матчів, забивши 3 голи.

## Кар'єра тренера
Розпочав тренерську кар'єру, ще продовжуючи грати на полі, 1989 року, очоливши тренерський штаб клубу «Кур». 1992 року став головним тренером команди «Штурм» (Грац), тренував команду з Граца лише один рік. Надалі зазвичай по одному сезону (за винятком «Капфенберга») пропрацював у клубах «Спартак» (Трнава) (1993/94), «Капфенберга» (1994—1996), «Тавріус Рімавска Собота» (1997/98), «Ружомберок» (1998/99), «Сенець» (1999/00) та «Жиліна» (2000/01).
Протягом одного року, починаючи з 2002, був головним тренером збірної Словаччини. 2004 року був запрошений очолити молождіжну збірну Словаччини.
З 2004 по 2005 рік очолював тренерський штаб команди «Жиліна». 2006 року став головним тренером команди «Інтер» (Братислава), тренував команду з Братислави два роки. В 2008 році очолював тренерський штаб клубу «Словацко». Згодом протягом 2010-2011 років (з невилокою переровю) очолював тренерський штаб клубу «Ружомберок».
Наразі останнім місцем тренерської роботи був клуб «Нітра», головним тренером команди якого Ладислав Юркемик був з 2011 по 2012 рік.

## Титули і досягнення

### Як гравця
- Кубок Чехословаччини:
  -  Володар (2): 1980–81 («Дукла»), 1983–84 («Інтер» (Братислава))
- Чемпіон Європи (1):
  -  Володар (1): 1976

### Як тренера
- Суперкубок Словаччини
  -  Володар (1): 2004